# Prix René-Lévesque
Pour les articles homonymes, voir René Lévesque (homonymie).
 (mai 2025).
Si vous disposez d'ouvrages ou d'articles de référence ou si vous connaissez des sites web de qualité traitant du thème abordé ici, merci de compléter l'article en donnant les références utiles à sa vérifiabilité et en les liant à la section « Notes et références ».
Les prix René-Lévesque sont des anciens prix québécois de journalisme destinés à perpétuer la mémoire du journaliste René Lévesque et de faire connaître le travail des journalistes indépendants du Québec. Ils ont été créés en 1993 par l'Association des journalistes indépendants du Québec. 
Ils ont été remis trois fois, en avril 1994 et 1995, et en novembre 1996.

## Lauréats
- 1994
  - Prix pour un journaliste en presse écrite : Jean-Hugues Roy
  - Prix pour un journaliste indépendant membre de l'AJIQ : Jean-Benoît Nadeau
  - Prix pour un journaliste en presse électronique : Liliane Besner
  - Prix spécial du jury : Jean V. Dufresne

- 1995
  - Prix pour un journaliste en presse écrite : Jean-Benoît Nadeau
  - Prix pour un journaliste en presse électronique : Francine Pelletier
  - Prix pour un journaliste membre de l'AJIQ : Danielle Stanton
  - Prix spécial du jury : Gilles Lesage

- 1996
  - Prix pour un journaliste en presse écrite : Dominique Demers
  - Prix pour un journaliste en presse électronique : Ariane Emond
  - Prix spécial du jury : Simon Durivage